# Nyugati pályaudvar (métro de Budapest)
Nyugati pályaudvar est une station du métro de Budapest. Elle est sur la ligne  .

## Historique de la station
La station de métro Nyugati pályaudvar a été inaugurée en 1981 lors du prolongement de la ligne M3 du métro. Elle permet la correspondance avec la grande gare de l’Ouest de Budapest. Elle assure la correspondance avec les lignes d’autobus urbains, ainsi qu’avec une ligne de tramway. La station de métro assure la correspondance pour se rendre à l’aéroport international de Budapest-Ferenc Liszt.

## Lieu remarquable à proximité
- Gare de l’Ouest de Budapest